# Paramore
Paramore je ameriška rokovska glasbena skupina, ki sta jo ustanovila vokalistka Hayley Williams in kitarist Josh Farro leta 2004 v Franklinu, Tennessee, ZDA.

## Albumi
- All We Know Is Falling (2005)
- Riot! (2007)
- Brand New Eyes (2009)
- Paramore (2013)
- After Laughter (2017)

## Live Albumi
- Live in the UK 2008 (2008)
- The Final Riot! (2008)